# Rosiaïta
La rosiaïta és un mineral de la classe dels òxids. Va ser anomenada en honor de la seva localitat de descobriment: la mina de Le Cetine di Cotorniano (Rosia), a Chiusdino (província de Siena, Itàlia).

## Característiques
La rosiaïta és un òxid de fórmula química PbSb5+
2O₆. Cristal·litza en el sistema trigonal en forma de cristalls plans, tabulars, hexagonals, amb grans {0001}, modificats per {0111} i {hkij}, que mesuren fins a 0.3 mm i estan agrupats en agregats. La seva duresa a l'escala de Mohs és 5,5.
Segons la classificació de Nickel-Strunz, la rosiaïta pertany a «04.DH: Òxids amb proporció Metall:Oxigen = 1:2 i similars, amb cations grans (+- mida mitjana); plans que comparteixen costats d'octàedres» juntament amb els següents minerals: brannerita, ortobrannerita, thorutita, kassita, lucasita-(Ce), bariomicrolita, bariopiroclor, betafita, bismutomicrolita, calciobetafita, ceriopiroclor, cesstibtantita, jixianita, hidropiroclor, natrobistantita, plumbopiroclor, plumbomicrolita, plumbobetafita, estibiomicrolita, estronciopiroclor, estanomicrolita, estibiobetafita, uranpiroclor, itrobetafita, itropiroclor, fluornatromicrolita, bismutopiroclor, hidrokenoelsmoreïta, bismutostibiconita, oxiplumboromeïta, monimolita, cuproromeïta, stetefeldtita, estibiconita, zirconolita, liandratita, petscheckita, ingersonita i pittongita.

## Formació i jaciments
La rosiaïta es forma en dipòsits d'antimoni en evaporties altament silicificades. La seva localitat tipus és la mina Tafone, a Manciano (Província de Grosseto, Toscana, Itàlia). També ha estat descrita a la mina Clara, a la localitat de Wolfach (Baden-Württemberg, Alemanya); a la mina La Amorosa, a Vilafermosa (Castelló, Espanya); a Likas kő (Fejér, Hongria); altres indrets d'Itàlia i la mina Bwich, a la localitat de Deganwy (Gal·les, Regne Unit).
Sol trobar-se associada a altres minerals com: valentinita, tripuhyita i bindheimita.